# Eudrapa metathermeola
Eudrapa metathermeola är en fjärilsart som beskrevs av George Francis Hampson 1926. Eudrapa metathermeola ingår i släktet Eudrapa och familjen nattflyn. Inga underarter finns listade i Catalogue of Life.